# Авріг
Авріг (рум. Avrig) — місто у повіті Сібіу в Румунії. Адміністративно місту підпорядковані такі села (дані про населення за 2002 рік):
- Браду (1045 осіб)
- Глимбоака (245 осіб)
- Мирша (3009 осіб)
- Секедате (659 осіб)

Місто розташоване на відстані 196 км на північний захід від Бухареста, 20 км на схід від Сібіу, 131 км на південний схід від Клуж-Напоки, 95 км на захід від Брашова.

## Населення
За даними перепису населення 2002 року у місті проживали 14 260 осіб.
Національний склад населення міста:
| Національність | Кількість осіб | Відсоток |
| -------------- | -------------- | -------- |
| румуни         | 13690          | 96,0%    |
| угорці         | 342            | 2,4%     |
| цигани         | 134            | 0,9%     |
| німці          | 87             | 0,6%     |
| італійці       | 3              | < 0,1%   |
| українці       | 2              | < 0,1%   |
| серби          | 1              | < 0,1%   |
| чехи           | 1              | < 0,1%   |

Рідною мовою назвали:
| Мова       | Кількість осіб | Відсоток |
| ---------- | -------------- | -------- |
| румунська  | 13737          | 96,3%    |
| угорська   | 316            | 2,2%     |
| циганська  | 121            | 0,8%     |
| німецька   | 84             | 0,6%     |
| українська | 1              | < 0,1%   |
| сербська   | 1              | < 0,1%   |

Склад населення міста за віросповіданням:
| Релігія                                       | Кількість осіб | Відсоток |
| --------------------------------------------- | -------------- | -------- |
| православні                                   | 13200          | 92,6%    |
| греко-католики                                | 260            | 1,8%     |
| лютерани (Синодально-пресвітеріанська церква) | 167            | 1,2%     |
| баптисти                                      | 133            | 0,9%     |
| римо-католики                                 | 108            | 0,8%     |
| п'ятдесятники                                 | 76             | 0,5%     |
| реформати                                     | 59             | 0,4%     |
| адвентисти                                    | 35             | 0,2%     |
| лютерани (Аугсбурзького сповідання)           | 35             | 0,2%     |
| бретрени                                      | 23             | 0,2%     |
| не релігійні                                  | 20             | 0,1%     |
| лютерани                                      | 18             | 0,1%     |
| мусульмани                                    | 1              | < 0,1%   |
| унітарії                                      | 1              | < 0,1%   |
| старообрядці                                  | 1              | < 0,1%   |
| атеїсти                                       | 1              | < 0,1%   |
| не вказали релігію                            | 4              | < 0,1%   |

## Зовнішні посилання
- Дані про місто Авріг на сайті Ghidul Primăriilor [Архівовано 20 грудня 2011 у Wayback Machine.]